# Timothée va à l'école
 (octobre 2017).
Si vous disposez d'ouvrages ou d'articles de référence ou si vous connaissez des sites web de qualité traitant du thème abordé ici, merci de compléter l'article en donnant les références utiles à sa vérifiabilité et en les liant à la section « Notes et références ».
Timothée va à l'école (Timothy Goes to School) est une série télévisée d'animation pour jeunes enfants canadienne-américaine en 26 épisodes de 22 minutes créée par Rosemary Wells, produite par Nelvana et diffusée du 2 octobre 2000 au 28 décembre 2001 sur le réseau PBS et au Canada sur Treehouse TV, YTV et TVOntario.
En France, la série a été diffusée à partir du 10 septembre 2001 sur La Cinquième dans Debout les Zouzous. Elle reste inédite dans les autres pays francophones.

## Synopsis
La série met principalement en vedette un jeune raton laveur enthousiaste nommé Timothy (voix de Austin Di Iulio), qui fréquente une école primaire fictive appelée Hilltop School avec dix autres étudiants (dont chacun sont des animaux différents), qui sont principalement des amis de lui et l'un et l'autre. La classe de maternelle est enseignée par Mme Jenkins, une enseignante réconfortante qui aime éduquer et aider ses élèves.

## Personnages

### Voix françaises
- Cécile Florin : Timothée
- Véronique Fyon : Yoko
- Michel Hinderyckx : Frank (1ère voix)
- Mathieu Couplet : Frank (2ème voix)
- Stéphane Flamand : Fritz
- Fabienne Loriaux : Mme Jenkins
- Alice Ley : Doris
- Ioanna Gkizas : Lilly